# ویل کلای‌بورن
ویل کلای‌بورن (انگلیسی: Will Clyburn؛ زادهٔ ۱۷ مهٔ ۱۹۹۰) بازیکن بسکتبال اهل ایالات متحده آمریکا است.